# عالم الكومنولث

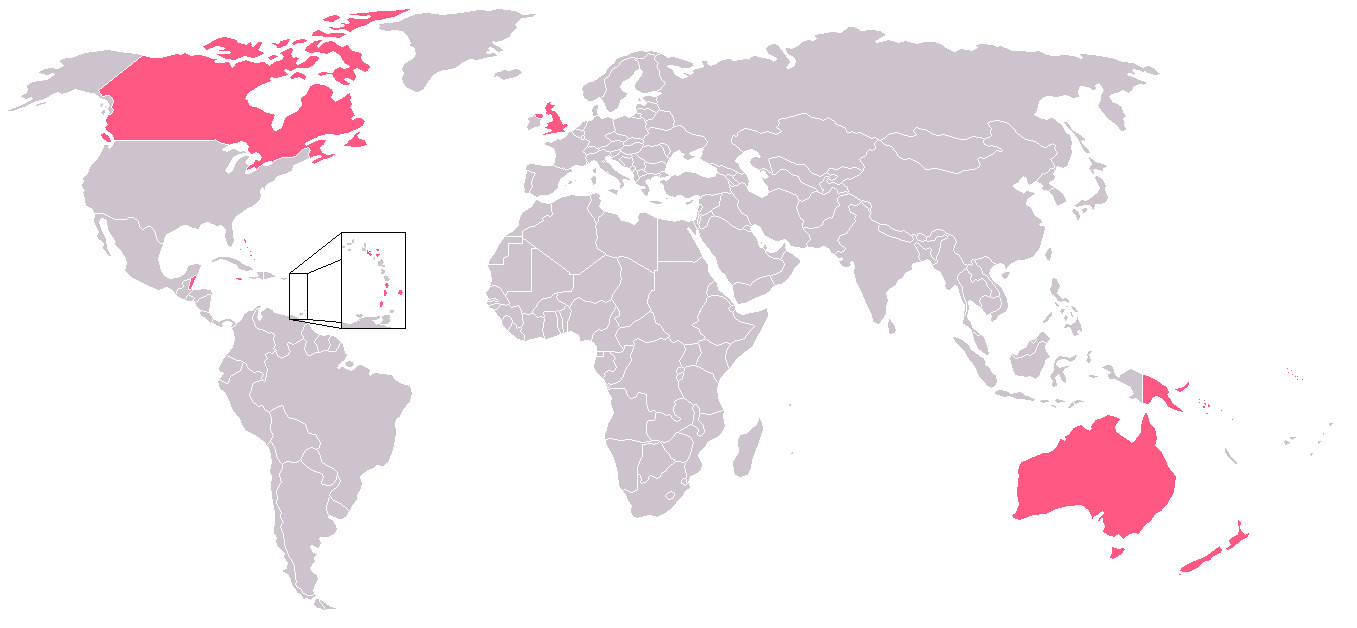
عالم الكومنولث, تشاهده باللون الزهري

عالم الكومنولث، (بالإنجليزية: Commonwealth realm)، هو دولة ذات سيادة، والملك تشارلز الثالث هو الملك الدستوري، ورئيس الدولة. وتعمل كل دولة من عالم الكومنولث باستقلالية، واعتبارًا من عام 2019، هناك 16 منطقة للكومنولث. أدى تطور عالم الكومنولث، إلى أن يكون للتاج شخصية مشتركة ومنفصلة، بمعنى أن لكل دولة شخصية معنوية، لها حق المساواة، والتصرف، في ولايته بغطاء قانوني، ولكن بمشورة مجلس الوزراء لتلك الولاية القضائية.

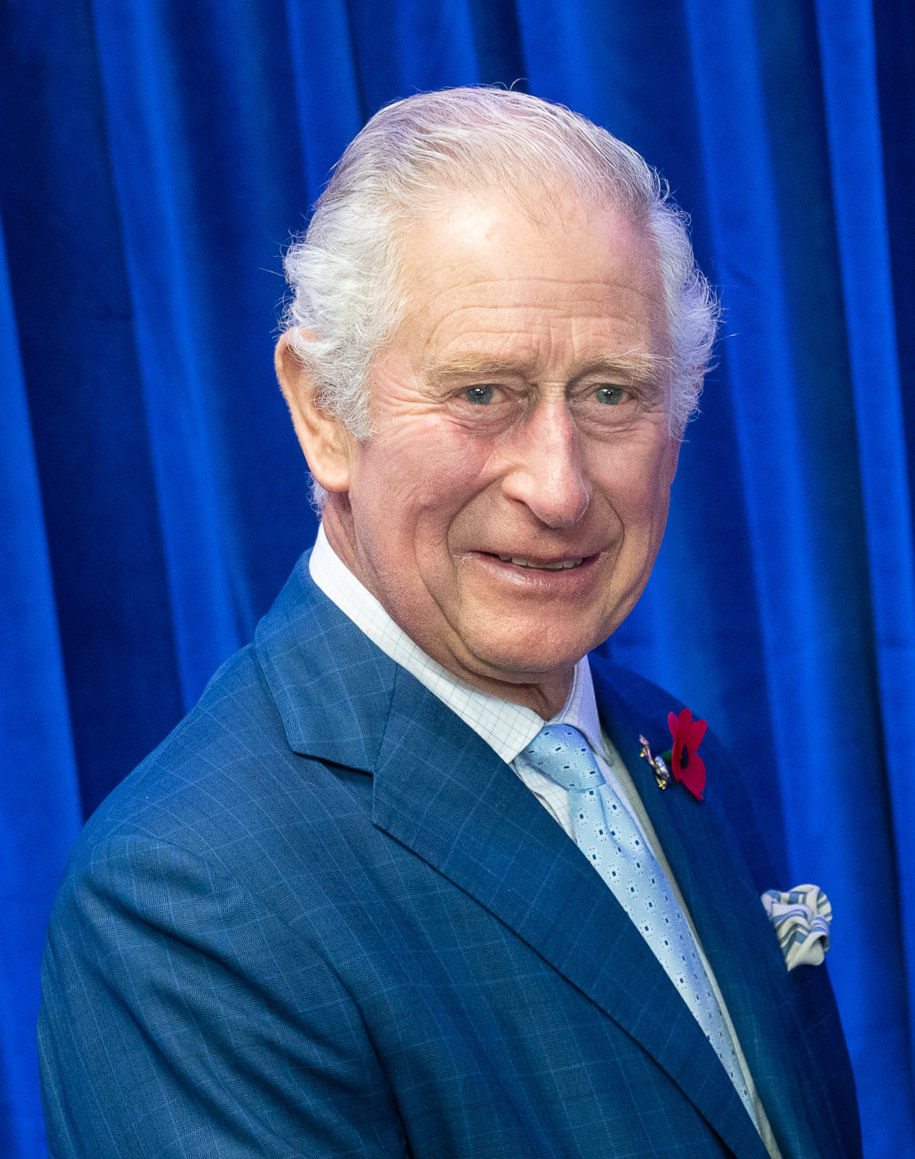
الملك تشارلز الثالث

عالم الكومنولث يضم، المملكة المتحدة، والعديد من المستعمرات، أو مناطق الإمبراطورية البريطانية السابقة، بما في ذلك:
- أنتيغوا وباربودا
- أستراليا
- باهاماس
- باربادوس
- بليز
- كندا
- غرينادا
- جامايكا
- نيوزيلندا
- بابوا غينيا الجديدة
- سانت كيتس ونيفيس
- سانت لوسيا
- سانت فينسنت والغرينادين
- جزر سليمان
- توفالو

في كل دولة خارج المملكة المتحدة، يعين الملك الحاكم العام لتمثيله، حيث يكون لديه كافة صلاحيات وواجبات الملك. يوقع الحاكم العام عادة قوانين البرلمان، لكن أيضا، يمكنه الانتظار، وطلب النصيحة من الملك، أو انتظاره ليوقع ذلك بنفسه، وحدث هذا في عام 1982 عندما وقعت الملكة إليزابيث، ميثاق الحقوق والحريات الكندي، خلال زيارة إلى أوتاوا، وقانون أستراليا، لعام 1986 في كانبيرا.
على الرغم، من أن الملك تشارلز الثالث، يحكم، وينتمي إلى العديد من البلدان، إلا أن الحكومة البريطانية ليس لها سلطة على هذه البلدان، وفي المقابل، لا تملك حكومات العالم الأخرى، السلطة على المملكة المتحدة. لهذا السبب تقرر كل دولة اللقب الرسمي للملك. عادة «ملك (عالم)، وعالمها والأقاليم الأخرى، رئيس الكومنولث.»
لكن هناك بلدين يذكران اسم المملكة المتحدة، عند ذكرهم لصفة الملك: تستخدم غرينادا "ملك المملكة المتحدة لبريطانيا العظمى وأيرلندا الشمالية وغرينادا وعوالمها وأقاليمها الأخرى، رئيس الكومنولث"، بينما تستخدم كندا النموذج القديم، الذي يقرأ "نعمة الله"، للمملكة المتحدة، وكندا وغيرها من العوالم وملكة الأقاليم، رئيس الكومنولث، المدافع عن الإيمان". لا تستخدم جميع البلدان عنوان "المدافع عن الإيمان".

## دول حالية
هناك حاليًا 15 مملكة كومنولث بمساحة مشتركة (باستثناء المطالب الإقليمية بالقارة القطبية الجنوبية) تبلغ 18.7 كيلو متر مربع (7.2 مليون ميل مربع) ويبلغ عدد سكانها نحو 151 مليون نسمة يعيش جميعهم باستثناء مليوني نسمة تقريبًا في الدول الست الأكثر اكتظاظًا بالسكان: المملكة المتحدة وكندا وأستراليا وبابوا غينيا الجديدة ونيوزيلندا وجامايكا.
| البلد                 | التعداد السكاني (لعام 2018) | الملكية                       | التاريخ | الحاكم العام                      | رئيس الوزراء     | لقب الملكة | شعار السيادة الملكية |
| أنتيغوا وباربودا      | 96,286                      | ملكية أنتيغوا وباربودا        | 1981    | رودني ويليامز                     | غاستون براون     | بفضل الرب تشارلز الثالث ملك أنتيغوا وباربودا وغيرها من الممالك والأراضي، زعيم الكومنولث                                                 | لا يوجد              |
| أستراليا              | 24,898,152                  | ملكية أستراليا                | 1901    | ديفيد هارلي                       | سكوت موريسون     | بفضل الرب تشارلز الثالث ملك أستراليا وغيرها من الممالك والأراضي، زعيم الكومنولث                                                         |                      |
| باهاماس               | 385,637                     | ملكية الباهاماس               | 1973    | كورنيليوس إيه سميث                | هوبيرت مينيس     | بفضل الرب تشارلز الثالث ملك باهاماس وغيرها من الممالك والأراضي، زعيم الكومنولث                                                          | لا يوجد              |
| بليز                  | 383,071                     | ملكية بليز                    | 1981    | كولفيل يونغ                       | جوني بريشينو     | بفضل الرب تشارلز الثالث ملك بيليز وغيرها من الممالك والأراضي، زعيم الكومنولث                                                            | لا يوجد              |
| كندا                  | 37,064,562                  | ملكية كندا                    | 1867    | ماري سيمون                        | جستين ترودو      | بفضل الرب تشارلز الثالث ملك المملكة المتحدة وكندا وغيرهما من الممالك والأراضي، زعيم الكومنولث                                           |                      |
| غرينادا               | 111,454                     | ملكية غرينادا                 | 1974    | سيسيل لاغروناد                    | كيث ميتشيل       | بفضل الرب تشارلز الثالث ملك المملكة المتحدة لبريطانيا العظمى وإيرلندا الشمالية وغرينادا وغيرهما من الممالك والأراضي، زعيم الكومنولث     | لا يوجد              |
| جامايكا               | 2,934,847                   | ملكية جامايكا                 | 1962    | باتريك ألين                       | آندرو هولنس      | بفضل الرب تشارلز الثالث ملك جامايكا وغيرها من الممالك والأراضي، زعيم الكومنولث                                                          |                      |
| نيوزيلندا             | 4,743,131                   | ملكية نيوزيلندا               | 1907    | باتسي ريدي                        | جاسيندا أردرن    | بفضل الرب تشارلز الثالث ملك نيوزيلندا وغيرها من الممالك والأراضي، زعيم الكومنولث وحارس العقيدة                                          |                      |
| بابوا غينيا الجديدة   | 8,606,323                   | ملكية بابوا غينيا الجديدة     | 1975    | بوب داداي                         | جيمس ماراب       | بفضل الرب تشارلز الثالث ملك غينيا الجديدة وغيرها من الممالك والأراضي، زعيم الكومنولث                                                    | لا يوجد              |
| سانت كيتس ونيفيس      | 52,441                      | ملكية سانت كيتس ونيفيس        | 1983    | تابلي سيتون                       | تيموثي هاريس     | بفضل الرب تشارلز الثالث ملك سانت كريستوفر ونيفيس وغيرها من الممالك والأراضي، زعيم الكومنولث                                             | لا يوجد              |
| سانت لوسيا            | 181,889                     | ملكية سانت لوسيا              | 1979    | نيفيل سيناك                       | آلين كاستانيت    | بفضل الرب تشارلز الثالث ملك سانت لوسيا وغيرها من الممالك والأراضي، زعيم الكومنولث                                                       | لا يوجد              |
| سانت فينسنت وغرينادين | 110,211                     | مملكة سانت فينسنت والغرينادين | 1979    | سوزان دوغان                       | رالف غونسالفس    | بفضل الرب نشارلز الثالث ملك سانت فنيسنت وغرينادين وغيرها من الممالك والأراضي، زعيم الكومنولث                                            | لا يوجد              |
| جزر سليمان            | 652,857                     | ملكية جزر سليمان              | 1978    | ديفيد فوناغي                      | ماناسيه سوغافاري | بفضل الرب تشارلز الثالث ملك جزر سليمان وغيرها من الممالك والأراضي، زعيم الكومنولث                                                       | لا يوجد              |
| توفالو                | 11,508                      | ملكية توفالو                  | 1978    | تينيكو تاليسو هونولولو (بالنيابة) | فيليتي تيو       | بفضل الرب تشارلز الثالث ملك توفالو وغيرها من الممالك والأراضي، زعيم الكومنولث                                                           | لا يوجد              |
| المملكة المتحدة       | 67,141,684                  | ملكية المملكة المتحدة         | 1801    |                                   | بوريس جونسون     | بفضل الرب تشارلز الثالث ملك المملكة المتحدة لبريطانيا العظمى وإيرلندا الشمالية وغيرها من الممالك والأراضي، زعيم الكومنولث وحارس العقيدة |                      |

## علاقات الممالك
ممالك الكومنولث هي دول ذات سيادة. وهي متحدة فقط في ارتباطها الطوعي بالمؤسسة الملكية والتعاقب والملك نفسه، وقد قيل في عام 1936 أن شخص الملك والتاج هو «الرابط الأشد أهمية والأكثر حيوية» بين الممالك. وصف عالِم السياسة بيتر بويس هذه المجموعة من الدول المرتبطة بهذه الطريقة بأنها «إنجاز لا مثيل له في تاريخ العلاقات الدولية أو القانون الدستوري». برزت مصطلحات مثل اتحاد شخصي وصيغة اتحاد شخصي وملكية مشتركة، من بين مصطلحات أخرى، كتعاريف منذ بداية الكومنولث نفسه، ولو أنه ليس هناك اتفاق حول أي من المصطلحات هو الأكثر دقة، أو حتى إذا ما كان مصطلح اتحاد شخصي قابلًا للتطبيق أساسًا.
بموجب وعد بلفور لعام 1926، أُعلنت الممالك «متساوية في المكانة، ولا تخضع أي منها بأي شكل من الأشكال للأخرى في أي جانب من جوانب شؤونها الداخلية أو الخارجية، والملك «هو ملك رسميًا وعلنًا وبالدرجة ذاتها في ممالك منفصلة ومستقلة». كتب آندرو ميتشي في عام 1952 أن «إليزابيث الثانية تجسد في شخصها العديد من الملكيات: هي ملكة بريطانيا العظمى، غير أنها أيضًا ملكة كندا وأستراليا ونيوزيلندا وباكستان وجنوب أفريقيا وسيلان... ويمكن الآن لإليزابيث الثانية أن تكون، في الممارسة وكذلك في النظرية، ملكة بالدرجة ذاتها في جميع ممالكها». ومع ذلك، يتبنى بويس الرأي المعاكس بأن تيجان جميع الممالك غير البريطانية «مستمدة، إن لم تكن خاضعة» لتاج المملكة المتحدة.
ونظرًا إلى أن جميع الممالك تخضع للملك نفسه، لا تطبق الممارسة الدبلوماسية المتمثلة في تبادل السفراء مع أوراق اعتماد من رئيس دولة إلى آخر. وبالتالي، فإن العلاقات الدبلوماسية بين دول الكومنولث تقوم على مستوى مجلس الوزراء فقط ويجري تبادل المندوبين السامين بين الممالك (على الرغم من أن جميع البلدان الأخرى في الكومنولث تتبع نفس هذه الممارسة، ولكن لأسباب تقليدية). وهكذا سيكون اللقب الكامل للمندوب السامي هو المندوب السامي لحكومة صاحبة الجلالة في البلاد. في ما يتعلق ببعض الاحتفالات، يُحدد ترتيب الأسبقية للمندوبين السامين للملكة أو للأعلام الوطنية وفقًا للترتيب الزمني، أولًا، حين أصبحت الدولة مملكة ومن ثم التاريخ الذي حصلت فيه البلاد على الاستقلال.
برز تضارب بين المصالح من هذه العلاقة بين الدول المستقلة. كان بعضها يتلخص في مسائل دبلوماسية ثانوية، كوجهات النظر التي عبرت عنها الملكة بناءًا على نصيحة إحدى حكوماتها والتي كانت تتعارض مع وجهات نظر حكومة أخرى من حكوماتها. برزت قضايا أكثر خطورة في ما يتعلق بالنزاع المسلح، فقد تكون الملكة، بصفتها رئيسة لمملكة مختلفتين، في حالة حرب وسلام في الآن نفسه مع دولة ثالثة، أو حتى في حالة حرب مع نفسها كرئيسة لدولتين متعاديتين.

## التاج في ممالك الكومنولث
أفضى تطور السيادة إلى ممالك إلى أن يكون للتاج طابع مشترك ومنفصل، إذ يكون فرد واحد ملكًا لكل دولة بالدرجة نفسها ويتصرف على هذا النحو بحق مملكة معينة كشخصية معنوية مستقلة بحسب مشورة السلطة القضائية. هذا يعني في سياقات مختلفة أن مصطلح التاج قد يشير إلى مؤسسة خارج الوطن تجمع كل البلدان ال16، أو أن المصطلح يشير إلى التاج بمعنى منفصل في كل مملكة. لذلك لم يعد النظام الملكي مؤسسة بريطانية حصرية بعد أن أصبح «مستأنسًا» في كل مملكة من الممالك.
من وجهة نظر ثقافية، يظهر اسم صاحبة السيادة وصورتها والرموز الملكية الأخرى المميزة لكل أمة في شعارات وشارات المؤسسات الحكومية والميليشيا. فمثلًا، تظهر صورة الملكة على العملات المعدنية والأوراق النقدية في بعض البلدان، وعادة ما يكون قسم الولاء للملكة مطلوبًا من السياسيين والقضاة والعسكريين والمواطنين الجدد. بحلول عام 1959، أكد مسؤولو قصر باكينغهام أن الملكة «كانت في بيتها بالدرجة ذاتها في جميع الممالك».

## وصلات خارجية
الخط الزمني للكمنولث
لا توجد روابط لمواقع التواصل الاجتماعي.